# Революция (1895)
Вижте пояснителната страница за други значения на Революция.
„Революция“ с подзаглавие Орган на македонските революционери е български вестник, издаван в 1895 година от Васил Главинов (отговорен редактор).
Излиза в сряда. Печата се в печатница „Напредък“. Редактори са Димо Хаджидимов и Стоян Русев.
| Годишнина | Броеве | Дата                         |
| --------- | ------ | ---------------------------- |
| I         | 1 – 10 | 28 юни 1895 – 30 август 1895 |

Вестникът се бори за независимост на останалата под османска власт Македония в рамките на Балканска федерация. Мотото, поставено под заглавката е стихът на Любен Каравелов „Свободата не ще екзарх, иска Караджата“. В уводната статия на брой 1 „Нашата програма“ се казва:
| „ | Първата ни дума, първият ни апел ще бъде: на оръжие, на оръжие! | “ |

Около редакцията на вестника в 1896 година се създава Македоно-одринската социалдемократическа група.